# Суиль
Суи́ль (фр. Souilhe) — коммуна во Франции, находится в регионе Лангедок — Руссильон. Департамент коммуны — Од. Входит в состав кантона Северный Кастельнодари. Округ коммуны — Каркасон.
Код INSEE коммуны — 11383.

## Население
Население коммуны на 2008 год составляло 318 человек.
| 1962 | 1968 | 1975 | 1982 | 1990 | 1999 | 2008 |
| ---- | ---- | ---- | ---- | ---- | ---- | ---- |
| 98   | 112  | 86   | 112  | 204  | 238  | 318  |

## Экономика
В 2007 году среди 212 человек в трудоспособном возрасте (15—64 лет) 171 были экономически активными, 41 — неактивными (показатель активности — 80,7 %, в 1999 году было 68,1 %). Из 171 активных работали 155 человек (88 мужчин и 67 женщин), безработных было 16 (4 мужчин и 12 женщин). Среди 41 неактивных 17 человек были учениками или студентами, 15 — пенсионерами, 9 были неактивными по другим причинам.